# Мистер и миссис Кханна
«Мистер и миссис Кханна» (хинди Main Aurr Mrs Khanna, досл.: «Я и миссис Кханна») — индийский фильм на хинди, вышедший в прокат 16 октября 2009 года.

## Сюжет
Райна (Карина Капур) выросла в детском доме и даже мечтать не могла о том, что её когда-нибудь полюбит такой состоятельный и привлекательный мужчина, как Самир Кханна (Салман Хан). Они играют свадьбу в Мельбурне и счастливо живут в браке. Но их семейной идиллии приходит конец, когда Самир лишается работы. Он срывается на жене, и их брак начинает трещать по швам. Наконец, у него появляется шанс получить место в Сингапуре. Он отправляется туда со своим другом, а Райне предлагает переехать в Дели и подумать об их дальнейших отношениях. Райна решает остаться в Мельбурне, заводит друзей — Тию, Акаша и Харша — и находит работу в аэропорту. Когда Райне угрожает депортация, она договаривается о фиктивной помолвке с Акашем, но в это время возвращается Самир.

## В ролях
- Сохаил Хан — Акаш Кханна
- Карина Капур — Райна Кханна
- Салман Хан — Самир Кханна
- Дипика Падуконе — Райна Кхан, камео
- Прити Зинта — красавица Джагмаджия, камео
- Махек Чахал — Дия Робертс
- Яш Тонк — Харш
- Наухид Сайруси — Нина
- Дино Мореа — Санджай, камео
- Баппи Лахири — сэр Виктор

## Саундтрек
Вся музыка написана дуэтом Саджид-Ваджид.
| №  | Название                           | Исполнители                                                       | Длительность |
| -- | ---------------------------------- | ----------------------------------------------------------------- | ------------ |
| 1. | «Don't Say Alvida»                 | Сону Нигам, Шрея Гхошал, Сьюзенн д’Мелло                          | 5:02         |
| 2. | «Don't Say Alvida» (Remix)         | Сону Нигам, Шрея Гхошал, Сьюзенн д’Мелло                          | 4:28         |
| 3. | «Don't Say Alvida» (Sad)           | Шрея Гхошал                                                       | 1:31         |
| 4. | «Happening I Am Happening»         | Сунидхи Чаухан, Ваджид, Радж Муштак                               | 5:25         |
| 5. | «Happening I Am Happening» (Remix) | Сунидхи Чаухан, Ваджид, Радж Муштак                               | 3:48         |
| 6. | «Mrs. Khanna»                      | Шаан, Сунидхи Чаухан, Баппи Лахири, Сьюзенн д’Мелло, Ньюман Пинто | 4:12         |
| 7. | «Rabba»                            | Рахат Фатех Али Хан                                               | 5:13         |
| 8. | «Tumne Socha»                      | Ваджид, Шрея Гхошал                                               | 5:50         |

## Критика
The Times of India дал фильму 2 звезды из 5, а кинокритик Таран Адарш — 1,5. Такую же оценку дала ему Патси Н. из Rediff.com, добавив, что он ничем не выделяется среди других фильмов о семейных проблемах.